# Jimmy Neutron, un garçon génial : Jet Fusion
Jimmy Neutron, un garçon génial : Jet Fusion (The Adventures of Jimmy Neutron Boy Genius: Jet Fusion) est un jeu vidéo adapté de la série télévisée Jimmy Neutron.
Il a été développé par Krome Studios et édité par THQ. Il est sorti en France en novembre 2003 sur GameCube, PlayStation 2 et Game Boy Advance,.